# Horacio José Varela Ortiz
Horacio José Varela Ortiz (fl. 1980), un militar argentino que llegó a general a mediados del siglo XX.

## Biografía

### Carrera militar
En diciembre de 1977 Varela Ortiz, a la sazón coronel, resultó designado director del Proyecto Tanque Argentino Mediano.
En enero de 1981, el PEN designó al entonces general de brigada Varela Ortiz vocal de la Dirección General de Fabricaciones Militares.
A finales de 1981, el comandante en jefe del Ejército Leopoldo Fortunato Galtieri designó a Varela Ortiz director general de Fabricaciones Militares.
Tras la rendición argentina en Malvinas en junio de 1982, Varela Ortiz llamó a Galtieri a dimitir como presidente de la Nación y comandante en jefe del Ejército, juntamente con Edgardo Néstor Calvi y Llamil Reston. Galtieri renunció el 18 de junio.
Varela Ortiz integró una comisión de investigación del desempeño del EA en Malvinas. La misma estaba presidida por el general Calvi.